# Sasaki Takatsuna

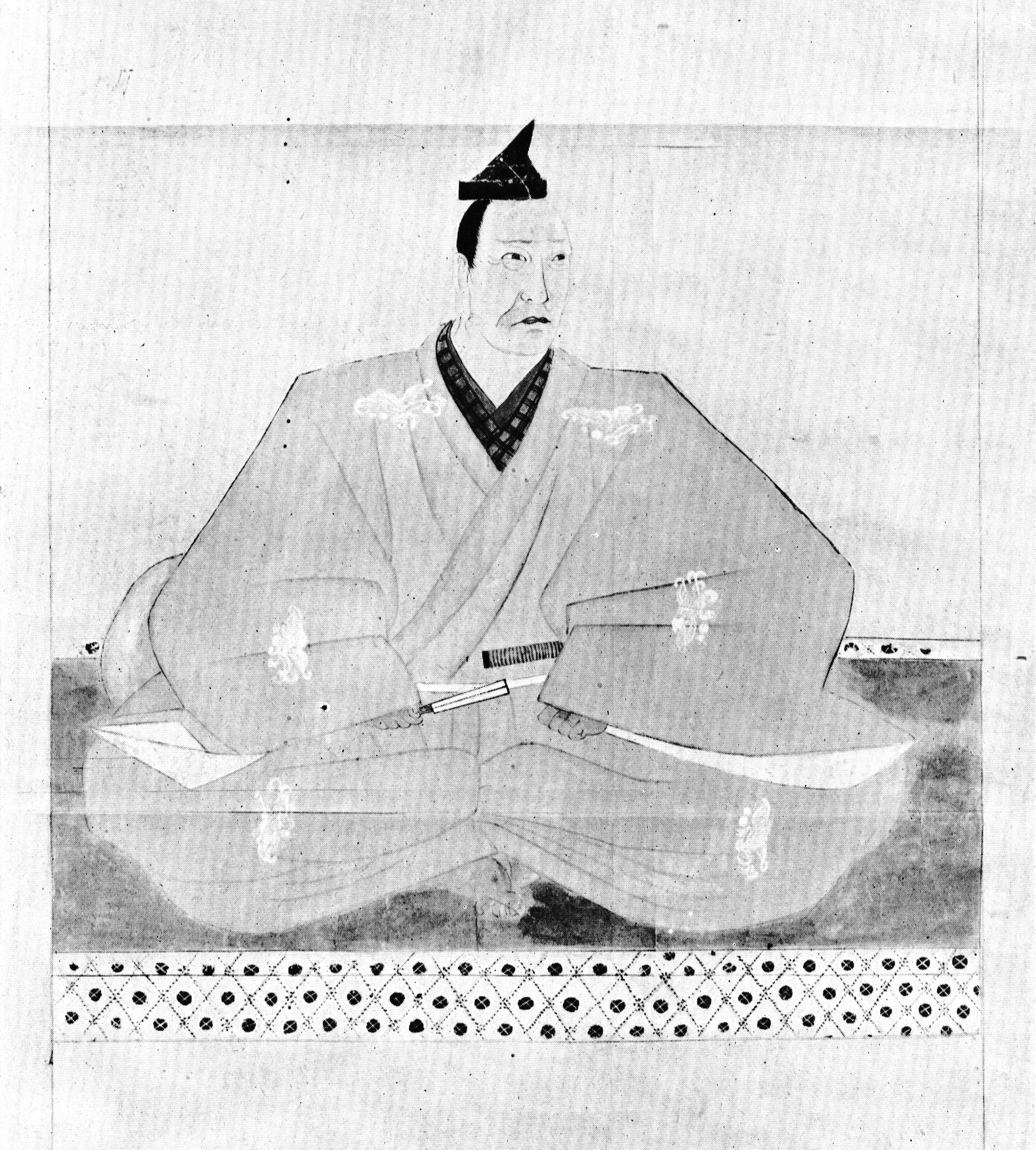
Sasaki Takatsuna

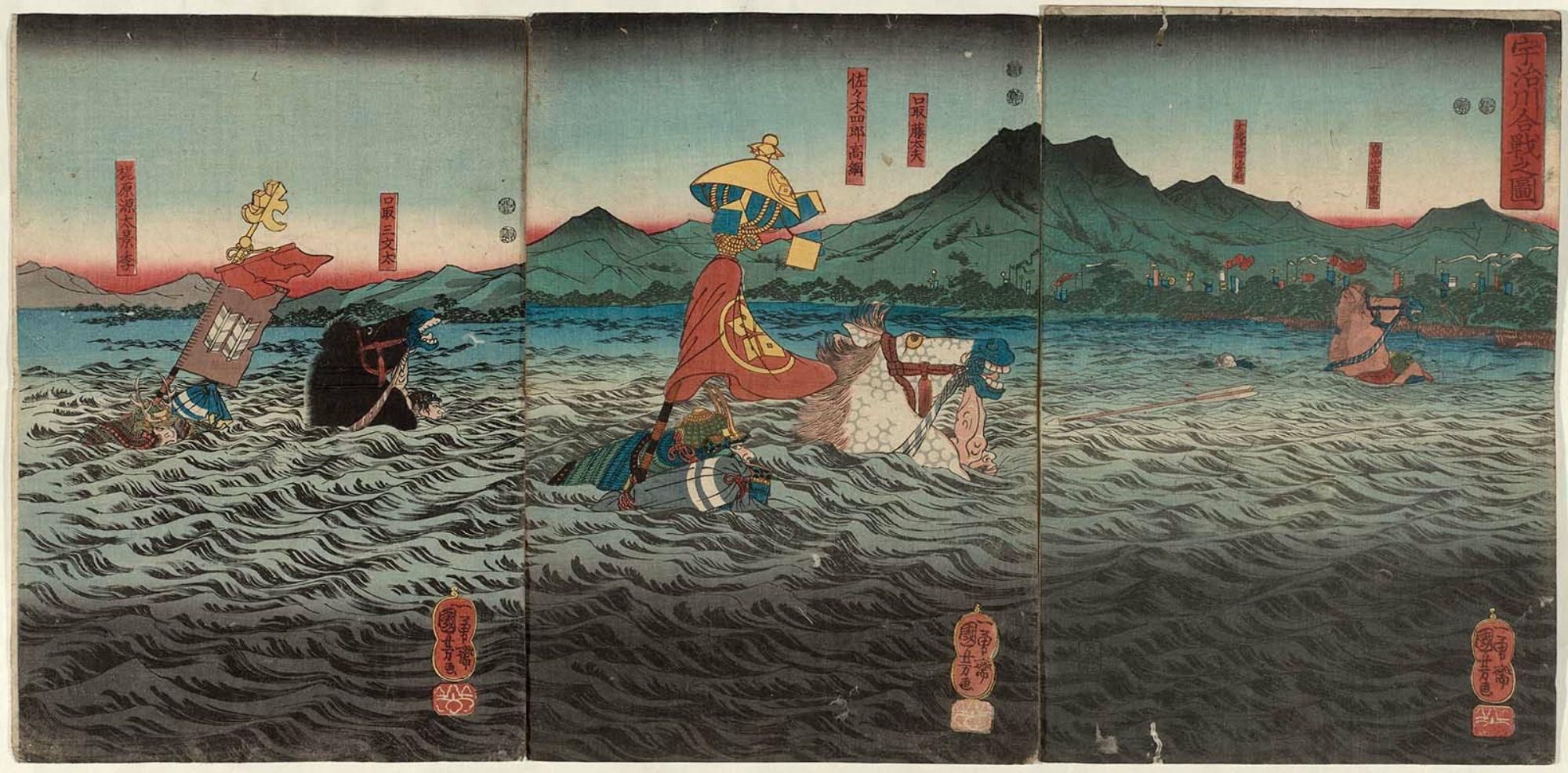
Kagesue, Takatsuna und Shigetada überqueren den Fluss Uji.

Sasaki Takatsuna (japanisch 佐々木 高綱; geboren 1160; gestorben 8. Dezember 1214 im Kloster Kōya-san) war ein japanischer Kriegsherr der frühen Kamakura-Zeit.

## Leben und Wirken
Sasaki Takatsuna war der vierter Sohn von Sasaki Hideyoshi (佐々木 秀義; 1112–1184) und jüngerer Bruder von Sadatsuna (佐々木定綱; 1142–1205). Nach der Heiji-Rebellion (1159) trennte er sich von seinem Vater und seinem älteren Bruder und lebte in Kyōto. Als er 1180 erfuhr, dass Minamoto no Yoritomo eine Armee aufgestellte, schloss er sich dieser an und zog in den Krieg, kämpfte an verschiedenen Orten und war sehr erfolgreich. Im Jahr 1184 schloss er sich der Armee von Minamoto no Yoshitsune an und verfolgte Kiso Yoshinaka (木曽 義仲).
Sasaki ist bekannt für die Geschichte, wie er sein berühmtes Pferd „Ikezuki“ (生唼, 生食, 池月) ritt, das ihm von Yoritomo gegeben worden war, und mit Kajiwara no Kagesue (梶原 景季; 1162–1200), der auf dem Pferd „Surusumi“ (磨墨) ritt, in einer Schlacht um die Führung am Fluss Uji (宇治川) kämpfte.
Später wurde Sasaki zum Gouverneur der Provinz Nagato (Heute Präfektur Yamaguchi) und zum Saemon-no-jo (左衛門尉), also zum Obersten von Saemon ernannt. Im Jahr 1195 übergab er die Leitung seines Klans an seinen Sohn Shigetsuna (佐々木 重綱; 1207–1267) und zog sich in die heilige Stätte Kōya-san zurück, wo er als Mönch den Namen „Sainyū“ (西入) annahm. Seine weitere Geschichte ist nicht bekannt.